# Székely Örs
Székely Örs (Kolozsvár, 1992. május 7. –) költő, műfordító, szerkesztő. Az Új Szem folyóirat munkaközösségének tagja.

## Életpályája
Brassóban zeneiskolában tanult, majd 2013-ig a Babeș–Bolyai Tudományegyetem magyar-német tanári alapszakos hallgatója volt. A mesterképzést már az Eötvös Loránd Tudományegyetemen végezte el esztétika szakon. A 2015-ben Kolozsváron indult A szem című internetes folyóirat (2023-tól: Új Szem) versrovatát szerkesztette. 2022 óta a FES ösztöndíjprogramjának keretében vesz részt a Mérce szerkesztőségének munkájában.
Irodalmi indulásakor inkább prózákkal jelentkezett, majd a versek felé fordult. Emellett német nyelvből fordít lírát, és közéleti cikkei jelentek meg.

## Művei
- Ostinato (Erdélyi Híradó Kiadó, 2020)

## Díjai
- Látó-nívódíj (2017)
- Babits Mihály műfordítói ösztöndíj (2017)
- Méhes György-debütdíj (2020)
- Makói Medáliák (2021)[6]